# 3,7-cm-Flak 18
Die 3,7-cm-Flugabwehrkanone 18 bzw. (3,7-cm-FlaK 18) war ein Geschütz der deutschen Wehrmacht, das vor dem Zweiten Weltkrieg eingeführt wurde und während des Krieges eingesetzt war.

## Hintergrund
Das Kaliber 37-mm wurde bereits im Jahr 1914 vom kaiserlichen Heer für die Bekämpfung von Flugzeugen genutzt. Die Behelfsflak jener Zeit entstanden aus Torpedoabwehrgeschützen der kaiserlichen Marine, nämlich der manuell angetriebenen Revolverkanone Hotchkiss/Gruson und dem Selbstlader von Maxim. Es lag nahe, dass sich die deutsche Rüstungsindustrie Anfang der 1930er Jahre aufgrund der vorhandenen Erfahrungen mit diesem Kaliber wiederum dafür entschied.

## Entwicklung
Schon vor Beginn der deutschen Wiederaufrüstung (1930) begann Rheinmetall mit der Entwicklung einer Flugabwehrkanone, welche eine größere Reichweite und Wirkung besitzen sollte als die 2-cm-Flak 30. Dafür nutzte man die Beteiligung an der Firma Solothurn in der Schweiz und ließ das Modell ST10-ST100 entwickeln. Die 3,7-cm-FlaK 18 war dabei im Grunde technologisch eine vergrößerte Version der 2-cm-Flak 30. Die Entwicklung war 1935 abgeschlossen. Identisch, ein Vorläufer oder aus der gleichen Linie, dürfte die Exportwaffe „3,7-cm-Maschinenkanone auf Feldlafette“ sein, die fotografisch belegt ist und in Argentinien in einem Museum zu finden ist.
Für die Truppenerprobung wurde 1933/34 eine Batterie der Reichswehr mit diesem Geschütz ausgerüstet.

## Technische Beschreibung
Die Flugabwehrkanone war für eine stabile Positionierung auf einer Kreuzlafette mit zwei abklappbaren Seitenholmen montiert. Der Seitenrichtbereich von 360° ermöglichte die Verfolgung der an- und abfliegenden Ziele durch eine allgemein als zu langsam erachtete Übersetzung. Die Richtmaschine war links vorne in Schussrichtung vor dem Sockel platziert und mit einem Visiergestänge mit der Oberlafette verbunden. Der Richtschütze konnte mit dem vertikal montierten linken Seitenhandrad und dem ebenfalls vertikal montierten Höhenhandrad das Geschütz ausrichten. Die Zielerfassung erfolgte mit dem Flakvisier 33 oder bei Erdzielen mit dem Erdzielfernrohr 3x8.
Bekämpft werden konnten mit der 89 Kaliber langen Flak Ziele bis zur Maximalhöhe von 4800 m. Als Rückstoßlader mit Zentralverriegelung ermöglichte ein mechanischer Bolzen eine effektive Feuergeschwindigkeit von bis zu 80 Schuss in der Minute. Nach Abgabe des letzten Schusses öffnete der Verschluss automatisch und wurde hinten arretiert. Die Patronenrahmen hatten 6 Schuss, wurden von links zugeführt und waren 12,5 kg schwer.
In der Feuerstellung wog das Geschütz 1750 kg, doch als Anhängelast mit dem zweiteiligen Sonderanhänger 104 stieg das Gewicht durch die beiden Protzwagen auf 3560 kg. Dieser vierrädrige Anhänger kam auf eine Gesamtlänge von 7,10 m und war dabei 2,13 m breit. Um Schäden an der Mechanik zu vermeiden, wurde das Geschütz mit einer Rohrzurrung gefahren, welche am Lafettenkreuz befestigt war.
Mit panzerbrechender Munition konnte die Waffe auf 100 m Entfernung eine 60° geneigte 36 mm starke Panzerplatte durchschlagen. Auf eine Entfernung von 800 m waren immerhin noch 24 mm möglich.

## Einsatz
Das Geschütz wurde ab 1935 an die deutschen Streitkräfte ausgeliefert. Der Einsatz erfolgte in den leichten Flakabteilungen der Luftwaffe gegen Flugzeuge mit einer effektiven Flughöhe von 1500 m. Die mobilen Batterien verfügten üblicherweise über drei Züge mit drei Geschützen, in ortsfesten Batterien waren gelegentlich 12 Geschütze zusammengefasst.
Die Mechanik der Flak 18 galt als nicht vollständig ausgereift (regelmäßige Ladehemmungen) und die Forderung nach Verbesserung kam auf. Der Bedarf eines Geschützes dieses Kalibers wurde zur Zeit der Einführung, möglicherweise auch angesichts der komplizierten Ausführung der Waffe, sogar vonseiten der Flakschule nicht erkannt; das verstärkte die allgemeine Ablehnung bei der Truppe noch. 

Mit ca. 3,5 t war das Geschütz auch als Anhängelast nicht besonders geländegängig, was für ein nur zu Landesverteidigung vorgesehenes Geschütz wohl noch vertretbar gewesen wäre. Jedoch forderten die Planungen der Reichswehr und Wehrmacht andere Eigenschaften; so galt die Länge der erforderlichen Kombination aus Zugfahrzeug und Geschütz als unverhältnismäßig lang für eine gut zu führende Marschkolonne.
Eine Flakbatterie 3,7-cm erhielt für die Kommunikation einen kleinen Fernsprechtrupp, einen kleinen Funktrupp und 4 Tornisterfunktrupps. Hierbei waren die Funkgeräte des Funktrupps in der Lage, über 2 bis 3 km eine Sprechverbindung zum Tornister-Empfänger des kleinen Funktrupps beim Stab der Batterie aufzubauen.
Schon 1936 wurde dann ein verbesserter Nachfolgetyp, die 3,7-cm-FlaK 36/37 eingeführt und die Produktion eingestellt.
Die bis dahin produzierten Flak 18 wurden später überwiegend ortsfest zum Objektschutz verwendet.

### Export China
Eine geringe Anzahl dieser Geschütze wurde an China geliefert.

### Export Griechenland
Griechenland hatte 1936 eine Anzahl (54 Stück) deutscher 3,7-cm-Flak erworben. Diese wurden auf der Ebene von Korps und bei der motorisierten Kavallerie eingesetzt. Welches Modell geliefert wurde, ist trotz einer Zuordnung in der Literatur noch nicht abschließend geklärt. Es ist deshalb nicht gesichert, dass es sich um die Flak 18 handelt. Einige Fotografien sprechen dafür, dass es sich um ein spezielles geändertes Exportmodell handelt, das als 37-mm-Flugabwehrkanone Rheinmetall Modell 1939 bezeichnet wurde (bezugnehmend auf die Einführung bei den griechischen Streitkräften).

## Vergleich
Aufgrund des Einführungsjahres und der Aufgabe bietet sich der Vergleich mit der schwedischen 40-mm-Bofors-Flugabwehrkanone an, welche auch bei der Wehrmacht zum Einsatz kam.